# Apollonia (Tracia)
Apollonia (in greco antico: Ἀπολλωνία?) era una polis dell'antica Grecia ubicata in Tracia.

## Storia
Strabone la situa nelle vicinanze delle città di Fagre e Galepso e prima della foce del fiume Mesta. Il geografo precisa che si trovava accanto al promontorio che forma la penisola con Acte sul golfo Strimonico. Plinio il Vecchio, la situa sulla costa, dopo il fiume Strimone e prima di Esima, Kavala e Dato.
Secondo Demostene, Apollonia fu una delle città distrutte da Filippo II di Macedonia, assieme a Metone, Olinto e altre 32 città della Tracia, anche se questa Apollonia potrebbe essere un'altra città dello stesso nome come Apollonia di Migdonia. Strabone conferma che Apollonia, come Galepso, fu una delle città distrutte da Filippo.